# Malpighia
- Commons
- Wikispecies

Malpighia é um gênero botânico pertencente à família Malpighiaceae. O gênero compreende cerca de 45 espécies de arbustos ou pequenas árvores, nativas da zona do Caribe, América Central e da porção norte da América do Sul.
Os frutos do gênero Malpighia podem ser encarnados, laranjas ou púrpura, com 2 a 3 sementes, e são muito ricos em vitamina C.

## Espécies
- Malpighia aquifolia
- Malpighia coccigera
- Malpighia cubensis
- Malpighia emarginata
- Malpighia glabra (acerola) ou (cereja-das-antilhas); nativa da América Central
- Malpighia ilicifolia (cruz-de-malta)
- Malpighia mexicana
- Malpighia suberosa
- Malpighia urens
- Lista completa

## Classificação do gênero
| Sistema | Classificação                    | Referência               |
| ------- | -------------------------------- | ------------------------ |
| Linné   | Classe Decandria, ordem Trigynia | Species plantarum (1753) |